# Alonso Escoboza
Alonso Escoboza, né le 22 janvier 1993 à Ahome, est un footballeur mexicain qui évolue au poste d'ailier au Mazatlán FC.

## Palmarès

### En club

#### Santos Laguna
- Vainqueur du tournoi de clôture du championnat du Mexique en 2012